# Viquipèdia en afrikaans

Una infografia que il·lustra dades clau sobre la Viquipèdia en afrikaans quan es va fer el juliol de 2015 i es va mostrar a Wikimania a Ciutat de Mèxic.

La Viquipèdia en afrikaans és una edició en afrikaans de l'enciclopèdia de contingut lliure basada en web Viquipèdia. El projecte es va iniciar el 16 de novembre de 2001 i va ser l'11è Viquipèdia que es va crear. El desembre de 2016 va ser la 84a Viquipèdia més gran per nombre d'articles. A part de Sud-àfrica i Namíbia, la Viquipèdia en afrikaans és utilitzada i mantinguda pels usuaris d'Europa, Amèrica del Nord i Oceania. Al juliol de 2024, era la llengua africana més gran i versió lingüística més gran de la Viquipèdia.

## Visites i edicions
La Viquipèdia en afrikaans representa el 0,008% de totes les cerques de la Viquipèdia. Entre l'1 de juliol de 2009 i el 30 de setembre de 2013, la Viquipèdia en afrikaans va obtenir el següent registre de visites:
 Sud-àfrica (64.0%)
 EUA (5.5%)
 Alemanya (4.1%)
Món (26.4%)
Tot i que el 92,7% de les cerques a Sud-àfrica són en anglès, la Viquipèdia en afrikaans en representa el 2,2%. A Namíbia, la Viquipèdia en afrikaans s'utilitza l'1,2% del temps, després de les Viquipèdies en anglès (85,3%), alemany (5,7%) i portuguès (1,5%).
Respecte les edicions alemanyes, belgues i sud-africanes, el 0,1%, el 0,3% i el 24,4%, respectivament, tenen lloc a la Viquipèdia en afrikaans. La participació dels Països Baixos i Bèlgica a la Viquipèdia en afrikaans es deu molt probablement a la relació lingüística entre l'afrikaans i l'holandès.

## Fites
Segons les estadístiques, la Viquipèdia en afrikaans ha assolit les fites següents:

Gràfic del nombre d'articles a la Viquipèdia en afrikaans

| Nombre d'articles | Data             |
| ----------------- | ---------------- |
| Primer article    | Novembre 2001    |
| 100 articles      | Abril 2003       |
| 500 articles      | Novembre 2003    |
| 1.000 articles    | Gener 2004       |
| 5.000 articles    | Març 2006        |
| 10.000 articles   | Juny 2008        |
| 20.000 articles   | 11 novembre 2011 |
| 30.000 articles   | 21 gener 2014    |
| 40.000 articles   | 5 maig 2016      |
| 50.000 articles   | 15 juny 2018     |
| 60.000 articles   | 24 setembre 2018 |
| 70.000 articles   | 6 febrer 2019    |
| 80.000 articles   | 1 juny 2019      |
| 90.000 articles   | 21 abril 2020    |
| 100.000 articles  | 8 setembre 2021  |
| 105.000 articles  | 19 octubre 2022  |
| 109.000 articles  | 14 juliol 2023   |